# Peter Helmling
Peter Helmling (* 9. September 1817 in Erbach (Heppenheim), Hessen; † 11. April 1901 in Reval) war ein deutscher Mathematiker. Er wirkte von 1854 bis 1870 als Lehrstuhlinhaber für Reine Mathematik an der Kaiserlichen Universität Dorpat.

## Leben
Helmling studierte in Heidelberg (1837 bis 1843) und war dann Hauslehrer im Gouvernement Kurland. 1844 legte er sein Hauslehrer-Examen am Gymnasium in Mitau ab und 1846 sein Oberlehrer-Examen in Mathematik an der Kaiserlichen Universität Dorpat. 1850 wurde er in Heidelberg promoviert (Dr. phil.) und erhielt 1851 in Dorpat seinen Magister. Ab 1852 war er Privatdozent, ab 1854 außerordentlicher Professor und nach einer erneuten Promotion 1859 (Dr. math.) ordentlicher Professor in Dorpat. 1867 bis 1870 war er Dekan der Fakultät für Physik und Mathematik und 1870 bis 1873 Prorektor. 1887 emeritierte er. Er lehrte gleichzeitig von 1855 bis 1890 an der Veterinärschule bzw. dem Veterinärinstitut in Dorpat.
Er befasste sich mit Analysis (Differentialgleichungen).

## Werke
- Ueber die Entwicklung des Polynomiums, Heidelberg 1850
- Transformation und Ausmittelung bestimmter Integrale, Abhandlung zur Erlangung der Magisterwürde, Dorpat, Laakmann 1851
- Transformation und Ausmittelung bestimmter Integrale : Abhandlung zur öffentlichen Verteidigung, Dorpat, J. C. Schünmanns Wwe u. C. Mattiesen. 1851
- Transformation und Ausmittelung bestimmter Integrale mit besonderer Rücksicht auf grössere Werthe der Gränzen und implicierten Constanten, Mitau und Leipzig, G. A. Reyher, 1854
- Untersuchungen über die lineären Differentialgleichungen der zweiten und dritten Ordnung: zur Erlangung der Doktor Würde zusammengestellt und verteidigt, Dorpat, Schünmann's Wwe u. C. Mattiesen, 1859
- Studien zur Integralrechnung, Dorpat, Mattiesen, 1866
- Commentatio De Determinantium Usu Ad Functiones Explicandas Analyticas, Dorpati Livonorum, Dorpat, Mattiesen, 1876
- Anwendung der Determinanten zur Darstellung transcendenter Funktionen, Dorpat, C. Mattiesen, 1876
- Ueber die Integration der allgemeinen Riccatischen Gleichung dy/dx+y²=x und der von ihr abhängigen Differential-Gleichungen, Dorpat, Schnakenburg 1879
- Untersuchungen über die allgemeine lineäre Differentialgleichung der dritten Ordnung (Questiones de aequatione differentiali lineari ordinis tertii), Dorpat, Schnakenburg, 1881
- Neue Integrations-Wege, St. Petersburg, Eggers [u. a.], 1881